# Az Agymenők mellékszereplőinek listája
Ebben a szócikkben az Agymenők (eredeti cím: The Big Bang Theory) című tévésorozat ismertebb mellékszereplői vannak felsorolva.

## Barry Kripke
Fizikusként a pasadenai Caltechen dolgozik ahol Leonard Hofstadter és Sheldon Cooper munkatársa. Beszédhibája, miatt az "R" és "L" hangokat  V-nek ejti. Sheldonnal általában haragban vannak, de néhanapján kibékülnek rövid időre.

## Bernadette Rostenkowski-Wolowitz
Bernadette Rostenkowski (első ízben a 3. évadban tűnik fel, majd állandó szereplő lesz a 4. évadtól) egy fiatal, alacsony, telt keblű, csinos nő, aki magas, erős hangon beszél. Eredetileg a The Cheesecake Factory-ban dolgozik Penny mellett, így tartja fenn magát anyagilag, mialatt főiskolára jár, ahol mikrobiológiát tanul.
Bernadette lengyel származású, katolikus nevelésű. Apja Mike Rostenkowski durva, nyugdíjas rendőrtiszt (Casey Sander játssza a karaktert). Bernadette-nek négy testvére van.
Bernadette-et Penny mutatja be Howardnak; ez Howard és Leonard közti korábbi egyezség következménye, amin elhatározták, hogy aki előbb becsajozik, annak a barátnője bemutat a másiknak egy lehetséges barátnőt. Eleinte nem jönnek ki jól Howarddal, mert látszólag nincs bennük semmi közös, de rájönnek, hogy mindkettejüknek túl erős akaratú anyja van.
A 3. évadban kezdenek randevúzni, majd szakítanak (ezt a műsorban nem mutatják). Újból összejönnek és eljegyzik egymást a 4. évadban. Az 5. évad végén összeházasodnak. Bernadette életet ad egy Halley nevű kislánynak a 10. évadban (de a csecsemő a műsorban gyakorlatilag nem jelenik meg, például a babakocsit is csak hátulról látjuk).
A 11. évadban születik még egy gyermekük akit Bernadett apjáról neveznek el
Miután sikeresen megkapja a doktori címet, egy jól fizető kutató állásba kerül a 4. évad vége felé. Magas jövedelme vitákat és konfliktusokat okoz kettejük kapcsolatában, ahol gyakran szóba kerül. Bár általában kedves és jó szándékú, de hamar fel tud dühödni, ha ellentmondanak neki, és saját bevallása szerint bosszúálló természetű. Ilyenkor olyan hangsúllyal beszél, mint Howard anyja a korábbi évadokban. Kollégáit zsarolja és félelemben tartja.

## Leslie Winkle
Leslie Winkle az amerikai CBS csatorna Agymenők című szituációs komédiájának szereplője. A második évadban komoly szerepet kapott, de később háttérbe került. A karakter megformálója Sara Gilbert.

### Élete
Leslie ugyanazon az egyetemen dolgozik, mint Sheldon Cooper, Howard Wolowitz és Rajesh Koothrappali és ugyanabban a fizikai laborban dolgozik, mint Leonard Hofstadter. Gyakorlatilag ő Leonard női megfelelője, vastag keretes szemüveget és zakót visel. A társas kapcsolatokat kerüli, de általában a sorozat többi szereplőjével jóban van, kivéve Sheldont, akivel örök harcban áll. Sheldont mindig csendre utasítja és próbálja kellemetlen helyzetbe hozni. Szexuális élete önző, csak a saját boldogságát keresi, a férfiakra mint eszközökre tekint. Két főszereplővel is viszonyba került, először Leonard volt a barátja, majd rövid ideig Howard is.

### Munkája
Leslie szakterülete a nagyenergiájú fizika, ezen belül a szuperszimmetria és a dilepton-számítások. Többször használta az egyetem berendezéseit pusztán ételkészítésre. Először tésztát melegített lézerrel, majd banánt fagyasztott le folyékony nitrogénnel. Sheldon szerint nem ért a kutatásokhoz, inkább háziasszonynak való, aki mos és gyereket nevel. Egyszer azonban Leslie kijavított egy hibát Sheldon munkájában egy egyenletben. Leonarddal, Howarddal és Raj-dzsal benevezett a fizika kupába Sheldon ellen, amiben csapata egy ponttal megelőzte ellensége csapatát.

### Kapcsolatai
Leslie számára az emberi kapcsolatok is csupán fizikai kísérletek. Kielemezte Leonard csókolózási technikáját. Később egy vonósnégyes gyakorlása után Leslie lefeküdt Leonarddal, de kijelentette, nem történt köztük semmi, ez számára csupán a stressz levezetése volt. Következő találkozásukkor elemezte barátja genetikai tulajdonságait és hangosan elgondolkodott rajta, milyenek lesznek a közös utódaik. Vitába keveredtek azon, hogy jövendőbeli gyermekeiknek a húrelméletet hogyan tanítsák meg. A vita végén emiatt szakítottak.
Howarddal egy paintball meccs közben jött össze, azonban kapcsolatuk szintén egyoldalú volt. Leslie megpróbálta irányítani Howardot és megzsarolni egy genfi úttal a CERN-be. Miután ez nem sikerült, nem folytatódott a kapcsolatuk.